# Peter Wulf (Historiker)
Peter Wulf (* 28. Juni 1938 in Lütjenburg) ist ein deutscher Historiker.

## Leben
Nach der Reifeprüfung am Humboldt-Gymnasium in Kiel (1958) und dem Wehrdienst studierte Peter Wulf an der Christian-Albrechts-Universität zu Kiel seit 1959 Geschichte und Germanistik, drei Studiensemester verbrachte er an der Universität Tübingen. Im Jahre 1967 promovierte er bei Karl Dietrich Erdmann in Kiel. Vier Jahre arbeitete er im Bundesarchiv Koblenz an dem Editionsprojekt der Akten der Reichskanzlei. Anschließend war er als wissenschaftlicher Assistent am Historischen Seminar der Universität Kiel tätig und habilitierte sich dort 1978. Von 1981 bis 1987 war er in Kiel als Professor auf Zeit tätig. Es folgte eine Zeit mit freiberuflicher Tätigkeit und zwei Lehrstuhlvertretungen an der Universität Göttingen und der Freien Universität Berlin. Von 1991 bis 2003 wirkte Peter Wulf als Universitätsprofessor für Neuere Geschichte und Zeitgeschichte an der Universität Flensburg, als deren Rektor er von 1996 bis 1999 amtierte.
Von 1988 bis 1995 war Peter Wulf Geschäftsführer der Gesellschaft für Schleswig-Holsteinische Geschichte. Seine Forschungsschwerpunkte sind die Geschichte der Weimarer Republik und die Geschichte Schleswig-Holsteins.

## Schriften (Auswahl)
- Die politische Haltung des schleswig-holsteinischen Handwerks 1928–1932. Köln 1969, OCLC 800926503.
- (Bearb.): Das Kabinett Fehrenbach 25. Juni 1920 bis 4. Mai 1921 (= Akten der Reichskanzlei). Boldt, Boppard 1972, ISBN 3-7646-1564-X.
- Hugo Stinnes. Wirtschaft und Politik 1918–1924. Stuttgart 1979, ISBN 3-12-912080-7.
- (als Hrsg. mit Erich Hoffmann): „Wir bauen das Reich“. Aufstieg und erste Herrschaftsjahre des Nationalsozialismus in Schleswig-Holstein (= Quellen und Forschungen zur Geschichte Schleswig-Holsteins. Band 81). Wachholtz Verlag, Neumünster 1983, ISBN 3-529-02181-4.
- (als Hrsg. mit Jürgen Jensen): Geschichte der Stadt Kiel. Wachholtz, Neumünster 1991, ISBN 3-529-02718-9.
- Revolution, schwache Demokratie und Sieg in der „Nordmark“. Schleswig-Holstein in der Zeit der Weimarer Republik. In: Ulrich Lange (Hrsg.): Geschichte Schleswig-Holsteins. Wachholtz, Neumünster 1996, S. 513–552, ISBN 3-529-02440-6.
- Zustimmung, Mitmachen, Verfolgung und Widerstand – Schleswig-Holstein in der Zeit des Nationalsozialismus. In: Ulrich Lange (Hrsg.): Geschichte Schleswig-Holsteins. Wachholtz, Neumünster 1996, S. 553–589, ISBN 3-529-02440-6.
- Kleine Schleswig-Holsteinische Bankgeschichte. Wachholtz, Neumünster 2010, ISBN 978-3-529-07152-2.
- Friedrich Graf von Reventlou. Ein Konservativer in revolutionären Zeiten. In: Zeitschrift für Schleswig-Holsteinische Geschichte, Bd. 140 (2015), S. 43–104.
- Zur Sozialgeschichte des schleswig-holsteinischen Adels. In: Zeitschrift für Schleswig-Holsteinische Geschichte, Bd. 141 (2016), S. 93–139.